# 정서준
정서준(鄭誓儁, 1995년 10월 15일 ~ )은 대한민국의 바둑 기사이다.

## 약력
진주 출신으로 권갑용 바둑도장에서 바둑을 배웠다. 2016년 제38회 세계아마바둑선수권대회 선발전에서 우승했고,제9회 인천광역시장배에서우승했다. 2017년 2월, 제139회 일반입단대회를 통해 입단했다. 2017년 크라운해태배 본선 32강에 올랐으며 2018년 4월 2단으로 승단했고 제3회 미래의 별 신예최강전에서 본선 24강에 진출했다. 2018년 용성전 8강에 진출했고 2018년 7월, 3단으로 승단했다. 2019년 3월 신예최강전 4강에 진출했다. 2023년에 5단으로 승단했다.